# St. Veit (Hürnheim)

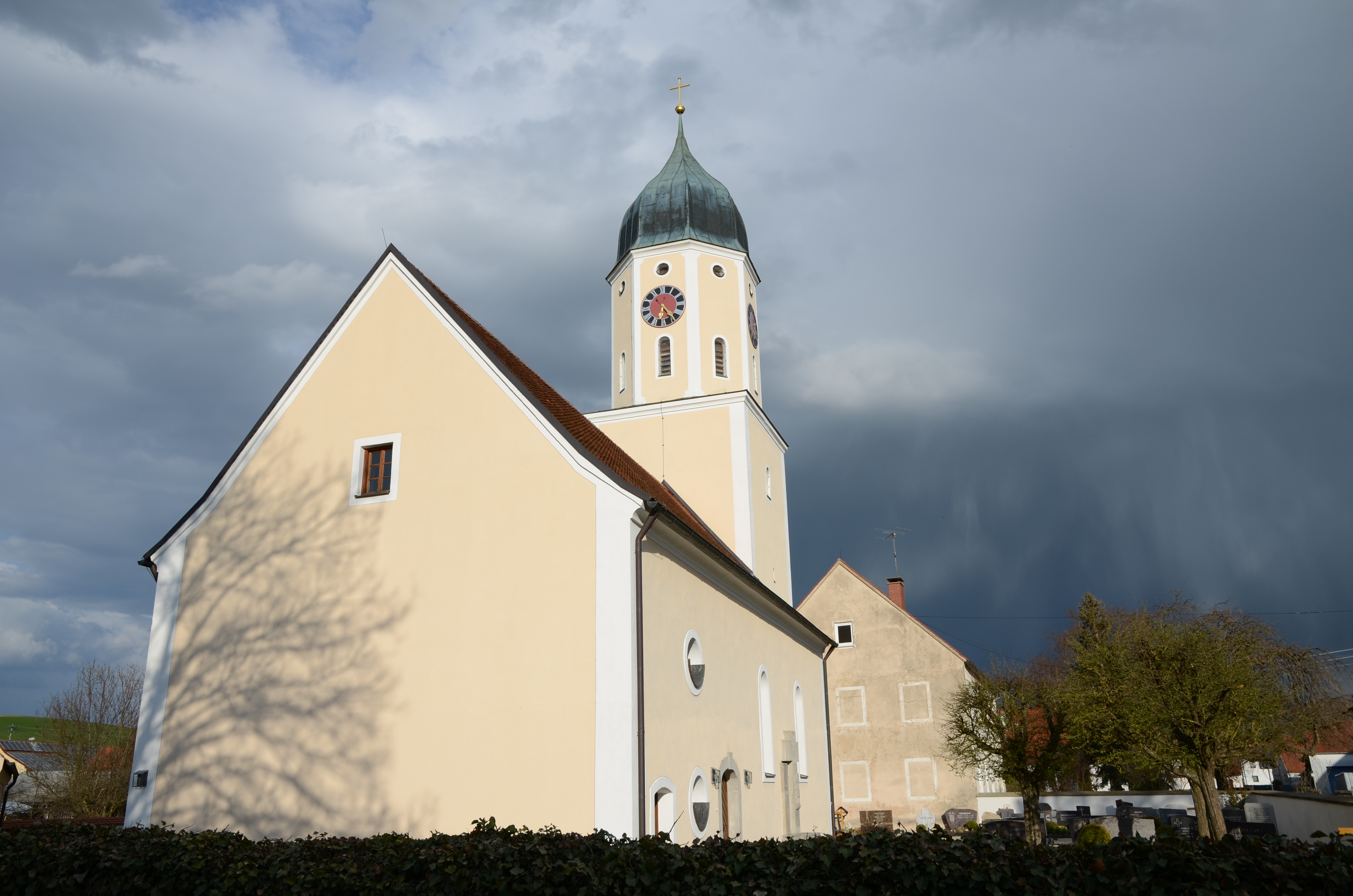
St. Veit in Hürnheim

Die evangelisch-lutherische Pfarrkirche St. Veit steht in Hürnheim, einem Gemeindeteil von Ederheim im schwäbischen Landkreis Donau-Ries von Bayern. Das Bauwerk ist in der Liste der Baudenkmäler in Ederheim als Baudenkmal unter der Nr. D-7-79-136-8 eingetragen. Die Kirche gehört zum Dekanat Donau-Ries des Kirchenkreises Augsburg der Evangelisch-Lutherischen Kirche in Bayern.

## Beschreibung
Die Saalkirche besteht aus einem Langhaus, das 1756 erneuert wurde, und einem Chorturm wohl aus dem 15. Jahrhundert im Osten, an dessen Nordwand die Sakristei angebaut ist. Der Chorturm wurde 1782 mit einem achteckigen Geschoss, das die Turmuhr und den Glockenstuhl beherbergt, aufgestockt und mit einer Glockenhaube bedeckt. Der Innenraum des Langhauses ist mit einer Flachdecke überspannt, der des Chors, d. h. des Erdgeschosses des Chorturms mit einem Kreuzrippengewölbe. An der Brüstung der Empore befinden sich Tafelbilder von 1699 mit Szenen aus dem Alten Testament und dem Neuen Testament dargestellt sind. In Holz gefasste Bildnisse des Salvator mundi und der Evangelisten sind um 1500 entstanden.